# Premio Demidoff

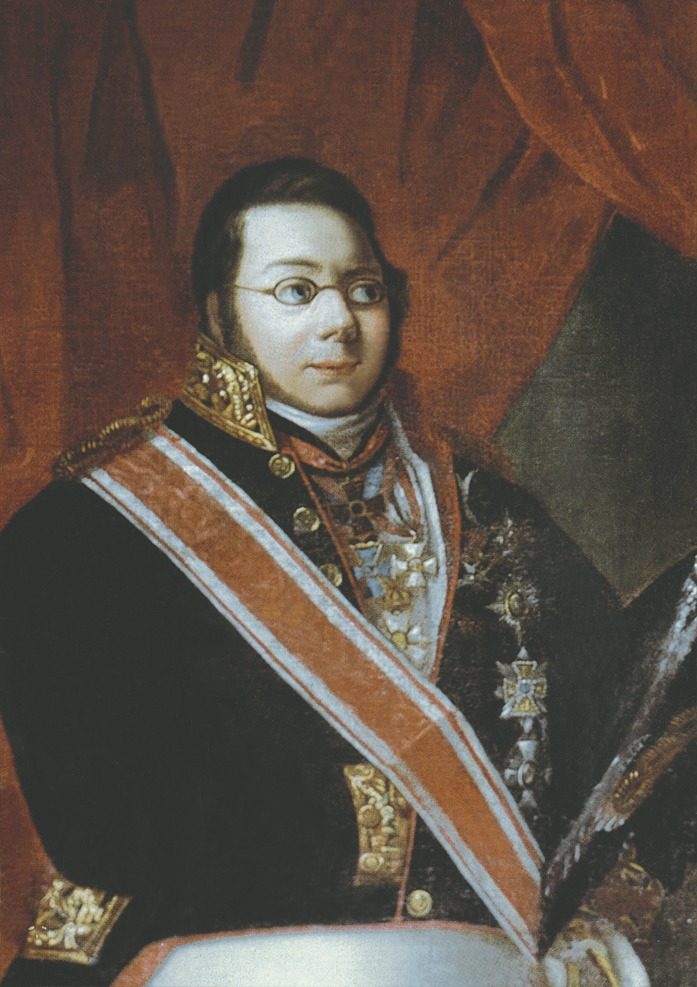
Pawel Nikolajewitsch Demidoff, promotore dell'omonimo premio

Il Premio Demidoff (in lingua russa Демидовская премия) è un premio conferito annualmente dall'Accademia russa delle scienze (dal 1832 fino al 1865 e poi dal 1993 in avanti) ai propri membri per particolari risultati scientifici conseguiti. È uno dei più ambiti premi scientifici della Russia. Il nome deriva dal suo promotore, Pavel Nikolaevič Demidoff.
Esso venne assegnato per la prima volta nel 1865 (in conformità alle disposizioni testamentarie di Demidoff), ne fu sospesa l'assegnazione dopo il 1865 per essere poi ripresa nel 1993 su iniziativa di Gennadij Andreevič Mesjac, vicepresidente dell'Accademia e del Governatore dell'Oblast' di Sverdlovsk, Ėduard Rossel'.
Originariamente il premio era di 5.000 rubli e dal 1993 ammonta a 10.000 dollari. Viene assegnato a Ekaterinburg, capoluogo dell'Oblast' di Sverdlovsk, e gli assegnatari tengono nell'occasione del ricevimento una lezione presso la locale Università Gor'kij.

## Assegnatari

### Assegnatari fino al 1865

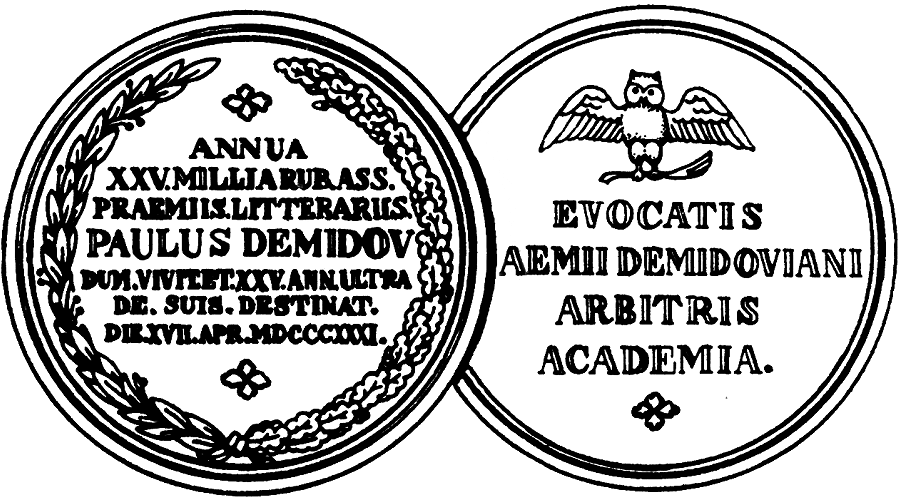
Demidoviani

- 1832: Magnus Georg von Paucker, fisico, Jurij Andreevič Gagemeister, economista
- 1833: Aleksandr Vostokov, filologo, Karl Philipp Reiff, filologo, Dmitrij Ivanovič Sokolov, geografo
- 1835: Fëdor Ivanovič Sidonskij, filosofo, Iakinf Bičurin (Nikita Jakovlevič Bičurin), filologo (sinologo), Pëtr Ivanovič Sokolov, filologo
- 1836: Friedrich Benjamin von Lütke, geografo, Nikolaj Brašman, matematico, Aleksandr Ivanovič Michajlovskij-Danilevskij, storico
- 1837: Adam Johann von Krusenstern, geografo, Friedrich Wilhelm August Argelander, astronomo, Nikolaj Ivanovič Ušakov, storico, Nikolaj Gerasimovič Ustrjalov, storico
- 1838: Stanislav Šoduar, storico
- 1839: Iakinf Bičurin, sinologo, Aleksandr Kasimovič Kasembek, orientalista, Nikolaj Vasil'evič Medem, scienziato militare
- 1840: Michail Petrovič Pogodin, filologo, David Iesseevič Čubinašvili, filologo, Moritz Hermann von Jacobi, fisico
- 1841: Aleksandr Filippovič Postel's, biologo, Aleksandra Osipovna Išimova, traduttrice, Franz Joseph Ruprecht, biologo, Innokentij Veniaminov, teologo
- 1842: Ferdinand von Wrangel, geografo
- 1844: Aleksandr Vostokov, filologo, Gerasim Petrovič Pavskij, filologo, Nikolaj Ivanovič Pirogov, medico
- 1845: Friedrich von Adelung, geografo
- 1846: Aleksej Nikolaevič Savič, astronomo, Ossip Michailovič Kovalevskij, filologo, Karl Ernst Claus, chimico
- 1847: Alexander Keyserling, geografo, Paul Theodor von Krusenstern, geografo, Anatole Demidoff di San Donato, geografo, Dmitrij Andreevič Tolstoj, storico, David Čubinašvili, filologo.
- 1848: Johan Jakob Nervander, meteorologo
- 1849: Pafnutij L'vovič Čebyšëv, matematico
- 1850: Fëdor Ivanovič Goremykin, scienziato militare
- 1851: Nikolaj Pirogov, medico, Michael Reineke, geografo
- 1852: Konstantin Alekseevič Nevolin, storico, Ludwig Franz Xaver Baron Seddeler, scienziato militare
- 1853: Dmitrij Alekseevič Miljutin, storico
- 1854: Macario I (Metropolita di Mosca, Michail Petrovič Bulgakov), Konstantin Nevolin, storico
- 1855: Dmitrij Ivanovič Žuravskij, ingegnere civile
- 1857: Nikolai Stepanovič Turčaninov, biologo, Christian Heinrich Pander, zoologo e paleontologo
- 1858: Iosif Antonovič Goškevič, filologo
- 1859: Karl Ivanovič Maksimovič, biologo
- 1860: Nikolaj Pirogov, medico, Fëdor Michailovič Dmitriev, giurista, principe Alexander von Sibirien, storico
- 1861: Pëtr Petrovič Pekarskij, filologo, Modest Ivanovič Bogdanovič, storico
- 1862: Modest Korf, storico, Dmitrij Mendeleev, chimico
- 1863: Grigorij Ivanovič Butakov, oceanografo
- 1865: Friedrich von Smitt, storico, Ludwig Schwarz, astronomo

### Assegnatari dal 1993
- 1993: Sergej Vasil'evič Vosnovskij, fisico, Nikolai Konstantinovič Kočetkov, chimico, Boris Valentinovič Česnokov, geologo, Valentin Lavrent'evič Janin, storico, Anatolij Vjačeslavovič Karpov, economista
- 1994: Boris Viktorovič Raušenbach, meccanico, Aleksander Aleksandrovič Baev, biologo, Pëtr Nikolaevič Kropotkin, geologo, Nikita Il'ič Tolstoj, filologo
- 1995: Andrej Viktorovič Gaponov-Grechov, fisico, Genrich Aleksandrovič Tolstikov, chimico, Vladimir Magnickij, geofisico, Nikolaj Pokrovskij, storico
- 1996: Nikolaj Krasovskij, matematico e meccanico, Vladimir Sokolov, biologo, Georgij Golicyn, geologo, Evgenij Čelyšev, filologo
- 1997: Aleksandr Skrinskij, fisico, Nikolaj Vatolin, chimico, Nikolaj Lavërov, geologo, Andrej Zaliznjak, linguista
- 1998: Oleg Gasenko, biologo, Andrej Gončar, matematico, Valentin Sedov, archeologo, Nikolaj Juškin, geologo
- 1999: Žores Alfërov, fisico, Nikolaj Dobrecov, geologo, Vladimir Tartakovskij, chimico
- 2000: Viktor Maslov, fisico e matematico, Nikolaj Semichatov, meccanico, Rem Petrov, biologo, Tat'jana Saslavskaja, economista e sociologo
- 2001: Aleksandr Prochorov, fisico, Viktor Kabanov, chimico, Igor' Gramberg, geologo
- 2002: Ljudvig Dmitrievič Faddeev, fisico, Viktor Zavel'ev, medico, Vladimir Kudrjavcev, giurista, Gennadij Mesjac, fisico
- 2003: Boris Litvinov, fisico, Irina Beleckaja, chimico, Oleg Bogatikov, geologo
- 2004: Gurij Marčuk, matematico, Vladimir Bol'šakov, biologo, Anatolij Derevjanko, storico e archeologo
- 2005: Oleg Krochin, fisico, Nikolaj Ljakišev, chimico-fisico, Aleksej Ėmil'evič Kontorovič, geologo
- 2006: Timur Ėneev, meccanico e matematico, Venjamin Vasil'evič Alekseev, storico, Vladimir Ivanovič Kulakov, medico
- 2007: Boris Michailovič Kovalčuk, fisico, Oleg Nikolaevič Čupachin, chimico, Michail Kuz'min, geologo
- 2008: Evgenij Miščenko, matematico, Anatolij Grigor'ev, medico, Valerij Makarov, economista
- 2009: Jurij Kagan, fisico, Dmitrij Rundkvist, geologo, Jurij Tret'jakov, chimico, Aleksej Olovnikov, biologo
- 2010: Jurij Osipov, matematico, Gennadij Sakovič, scienziato dei materiali, Sergei Alexejew, giurista[1]
- 2011: Aleksander Andreev, fisico, Jurij Nikolaevič Žuravlëv, biologo, Vladimir Kotljakov, geografo[2]
- 2012: Evgenij Primakov, economista ed ex ministro, Il'ja Moiseev, chimico, Evgenij Avronin, fisico atomico[3]
- 2013: Jurij Eršov, matematico, Aleksandr Spirin, biologo molecolare, Kliment Trubeckoj, ingegnere minerario[4]
- 2014: Nikolaj Kardašëv, astrofisico, Oleg Nefedov, chimico, Bagrat Sanduhadze, agronomo[5]
- 2015: Rostislav Sergeevič Karpov, cardiochirurgo, Viktor Alekseevič Koroteev, paleovulcanologo, Michail Jakovlevič Marov, astronomo[6]
- 2016: Jurij Aleksandrovič Zolotov, chimico, Vjačeslav Ivanovič Molodin, archeologo, Valerij Anatol'evič Rubakov, fisico[7]